# Бургаски залив
Бургаският залив е най-големият залив на българското Черноморие и един от най-големите в Черно море. Заема пространство, вдадено на запад, от нос Емине до Маслен нос. Точната му дължина е 44 702 метра, a максимална дълбочина – 25 m, измерена почти срещу местоположението на летище Бургас в кв. Сарафово. Освен Бургас, на едноименния залив са разположени и градовете Несебър, Ахелой, Поморие, Черноморец и Созопол. Бургаският залив е най-западната точка на Черно море.
Заливът става тесен на запад. Докато северното крайбрежие е по-ниско и има два големи полуострова в Несебър и Поморие, южната част на залива е по-груба с малки заливи и носове. Солеността на водата е около 17‰. Пясъкът е с магнетитен произход. Във влажните зони западно от залива се намират Бургаските езера.

## Острови
В южната част на Бургаския залив има няколко малки острова:
- остров Света Анастасия (старо име „Болшевик“)
- остров Свети Иван
- остров Свети Петър
- остров Свети Кирик
- Змийският остров, познат още като остров „Свети Тома“.

## Фауна
Среща се Circogonia icosahedra, Circorrhegma dodecahedra и Circoporus octahedrus.